# Université nationale Chung Cheng
L'université nationale Chung Cheng (en anglais National Chung Cheng University (CCU) ; en chinois traditionnel : 國立中正大學) est une université nationale située à Minxiong, dans le comté de Chiayi, à Taïwan.
C'est aussi l'université la plus distante de Taïwan.

## Histoire
L'université nationale Chung Cheng est la première université fondée après du boom économique à Taïwan des années 1980. En 1986, dans le but de développer l'enseignement supérieur dans la région de Chiayi, le Yuan exécutif de la république de Chine (Taïwan) approuve un plan de création d'une université nationale à Chiayi. Elle est nommée d'après Tchang Kaï-chek, dont le prénom était Chung-cheng, et officiellement fondée le 1er juillet 1989.

## Campus

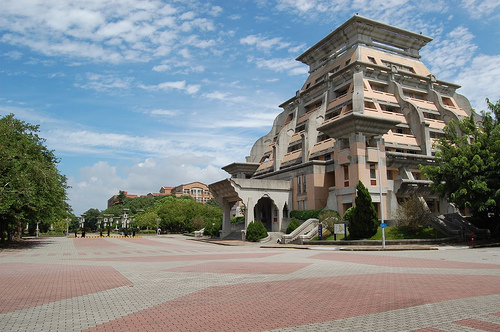
Bâtiment administratif de l'université nationale Chung Cheng.

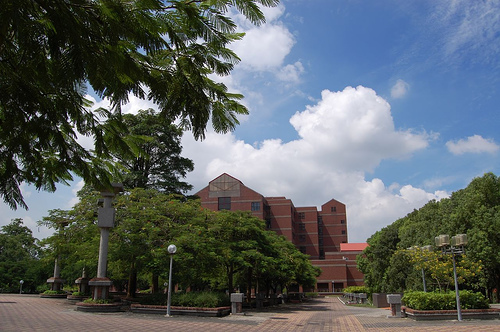
Bibliothèque.

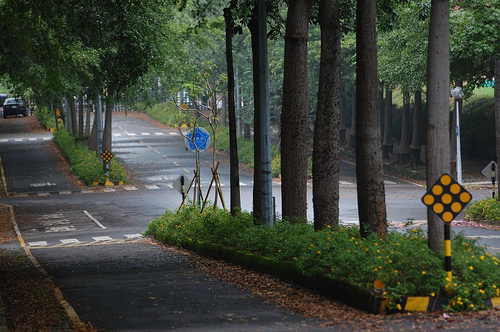
Campus.

L'université est située dans la région centrale du Comté de Chiayi. Le bâtiment de l'administration est situé dans le centre du campus. En face de la salle de spectacle se trouve le bâtiment de la Bibliothèque et du centre d'Information. Une caractéristique supplémentaire du campus est le lac, un endroit populaire pittoresque pour les visiteurs et les résidents de la communauté.

## Facultés
Le collège des humanités comprend le département et l'institut de littérature chinoise, le département et l'institut de langues et littératures étrangères, le département et l'institut d'histoire, le département et l'institut de philosophie, l'institut de linguistique et l'institut de littérature taïwanaise et d'innovation créative.
Le collège des sciences comprend le département de mathématiques (avec l'institut de mathématiques appliquées et l'institut de statistiques), le département des sciences de la terre et de l'environnement (avec l'institut de sismologie et l'institut de géophysique appliquée), le département de physique, le département de chimie et biochimie, le département des sciences de la vie (avec l'institut de biologie moléculaire et l'institut de biologie médicale).
Le collège de droit comprend le département de droit général et le département de droit financier et économique.
Le collège d'ingénierie comprend le département d'informatique et de génie de l'information, le département de génie électrique, le département de génie mécanique, le département de génie chimique, le département de génie des communications (avec l'institut d'opto-mécatronique).
Le collège des sciences sociales comprend le département de la protection sociale, le département de psychologie (avec l'institut de psychologie clinique), le département des relations du travail (avec l'institut d'études sur le travail), le département et l'institut de sciences politiques (avec l'institut des télécommunications) et l'institut d'études stratégiques.
Le collège de management comprend le département d'économie (avec l'institut d'économie internationale), le département des finances, le département d'administration des affaires (avec l'institut de gestion et marketing), le département de comptabilité et de la technologie de l'information, le département de gestion de l'information.
Le collège de l'éducation comprend le département de formation continue (avec l'institut d'éducation des aînés, l'institut de l'éducation, le département et l'institut de criminologie, le centre pour la formation des enseignants, le département des sports.